# Browning (Missouri)
Browning è un comune degli Stati Uniti d'America, situato nello Stato del Missouri, diviso tra la contea di Linn e la contea di Sullivan.